# نبؤة بعد الحدث
حسب نقاد المعتقدات الخارقة للطبيعة فإن النبؤة بعد الحدث هي بسبب التحيز للاعتقاد بأن ما حدث متوقع بعد حدوثه، مما يشرح توقعات مدعاة لأحداث هامة مثل الكوارث الطبيعية وتحطم الطائرات. وحسب النقاد فإن نبؤات عدة أديان كتبت في الواقع بعد حدوثها أو أن النصوص أو تفسيرها عدلت لتتفق مع الوقائع التي حدثت.
معطم التوقعات لشخصيات مثل يوحنا البطمسي ونوستراداموس مكتوبة بطريقة غامضة لجعل تفسيرها قبل الحدث شبه مستحيل مما يجعلها عديمة الفائدة لتوقع المستقبل. لكن بعد حدوث الوقائع يفسرها البعض باستخدام التفكير الانتقائي مركزين على التلميحات الصحيحة ومتجاهلين الأخطاء من أجل إعطاء مصداقية للنبؤة، أما التوقعات الخاطئة فتهمل.

## علامات النبؤة بعد الحدث
- الغموض

النبؤة عن حدث غير محدد، مثل كارثة بدون تحديد نوعها مما يجعلها توافق عدة أحداث، أو لا تذكر النبؤة المكان أو الزمان مما يسمح بمهلة طويلة للوقت تناسب عدة احتمالات.
- مفتوحة النهاية

بدون تحديد مهلة لحدوثها، مثل عدد من تنبؤات نوستراداموس التي قيل إنها تجسدت عدة مرات عبر القرون لتناسب وقائع في كل عصر.
- مكررة

تستخدم النبؤة مرة بعد أخرى لتقرير أنها تحققت مع آخر مثال للحدث، وهذا ما حدث مع نبؤات نوستراداموس.
- عامة

تسمح النبؤة بأكثر من نتيجة، ففي نبؤة دلفي تحذير لكرويسوس ملك ليديا أنه إذا هاجم الفرس فسيحطم إمبراطورية عظيمة، وبعدما هاجمها تحطمت إمبراطوريته.
- متعددة الأوجه

النبؤة مجموعة نبؤات في الواقع لتغطي عدة أحداث وليتكلم عنها حتى لو حدثت إحدى التنبؤات وليس كلها، مثال القول عن تاريخ معين أنه سيء الحظ وإعطاء عدة تنبؤات عما يمكن أن يقع.
- مرجحة إحصائيا

النبؤة عن شيء يحدث باستمرار يكفي للتأكيد أنه سيحدث مرة أخرى، مثل توقع عمل إرهابي في عيد وطني
- لا يمكن إثبات كذبها

مثال اعتقاد انتشر في 2003 أن أحد الكواكب سيمر قرب الأرض في الشهر الخامس، لكن لسبب عدم تحقق ذلك قدمت عدة تعليلات مثل أن العين الخبيرة فقط استطاعت رؤيته
- لا يتوفر إلا بعد الحدث

لا يمكن الوثوق بتنبؤ ما لم يوثق علنا، فقد تنبأ شخص أن رونالد ريغان سيتعرض لخطر من شخص يبدأ اسمه بالحرف جي لكن التوقع سجل في اليوم التالي لمحاولة الاغتيال
- عد الإصابات الصحيحة وتجاهل التوقعات الخاطئة
- مجازي

يلجأ لتفسيرات مجازية للهروب من التوقعات الخاطئة

## مواقع خارجية
- تنبؤ تمارا راند"